# 林绍年
林绍年（1845年—1916年），字赞虞，福建闽县人。
清同治十三年（1874年）进士，授翰林院编修。光绪十四年（1888年）任浙江道監察御史，以极谏慈禧动用海军经费修颐和园，名噪四海。二十六年（1900年）迁云南布政使，就擢巡抚，兼署云贵总督。三十年（1904年）上奏朝廷，呼吁实行立宪改革。光绪三十一年九月十一，由代贵州巡抚调任廣西巡撫。光绪三十二年九月二十（1906年11月6日），解任以侍郎用。。三十二年（1906年）内召，以侍郎充军机大臣，兼署邮传部尚书，授度支部侍郎。支持改革。三十三年（1907年）因御史赵启霖劾段芝贵案，林绍年替言官赵启霖报不平，跟庆亲王奕劻闹翻，称病退出军机，外出任河南巡抚。1910年调回中央任学部侍郎，后改任弼德院顾问大臣，随即告病回乡，1916年病逝于福州故里。

## 延伸阅读
[在维基数据编辑]
 《清史稿·卷438》，出自趙爾巽《清史稿》

## 外部連結
- - 林紹年 （页面存档备份，存于）

| 官衔          | 官衔                                                                                   | 官衔          |
| ------------- | -------------------------------------------------------------------------------------- | ------------- |
| 前任： 張百熙 | 邮传部尚书（署理） 光緒三十三年二月－光緒三十三年三月 （1907年3月－4月）               | 繼任： 岑春煊 |
| 前任： 李經羲 | 清朝廣西巡撫 光绪三十一年九月十一 - 光绪三十二年九月二十 1905年10月9日 - 1906年11月6日 | 繼任： 柯逢時 |